# Daours
Daours é uma comuna francesa na região administrativa de Altos da França, no departamento de Somme. Estende-se por uma área de 8,65 km². Em 2010 a comuna tinha 796 habitantes (densidade: 92 hab./km²).